# Barbara Roles
Barbara Ann Roles (née le 6 avril 1941 à San Mateo), est une patineuse artistique américaine. Elle est médaillée de bronze olympique aux Jeux olympiques d'hiver de 1960.

## Palmarès
| Compétition | 1959 | 1960 | 1961 | 1962 | 1963 | 1964 |
| Jeux olympiques |      | 3e   |      |      |      |      |
| Championnats du monde | 5e   | 3e   | CA   | 5e   |      |      |
| Championnats d'Amérique du Nord                                                                                          | 4e   |      |      |      |      |      |
| Championnats des États-Unis                                                                                              | 3e   | 2e   | F    | 1re  | F    | 5e   |
| Légende : F = Forfait ; CA = Championnats du monde de 1961 annulés à cause de la catastrophe aérienne du vol 548 Sabena. |      |      |      |      |      |      |